# Dangerous Games
«Dangerous Games» (с англ. — «Опасные игры») — третий студийный альбом американской группы Alcatrazz в стиле хэви-метал. Релиз долгоиграющей пластинки состоялся в сентябре 1986 года, записан же он был в Калифорнии на American Record Studios. Альбом кардинально отличается от двух предыдущих релизов группы своим звучанием и получил разношерстные отзывы со стороны критиков и фанатов. В музыке на альбоме местами прослеживается японское влияние. Альбом стал первым и единственным примером сотрудничества группы с новым гитаристом Дэнни Джонсоном, сменившим предыдущего участника группы Стива Вая. Не считая гитариста, группа записывалась в том же составе, что и на прошлом альбоме.